# Pipistrel·la
La pipistrel·la (Pipistrellus pipistrellus) és un ratpenat de la família dels vespertiliònids i és un dels més petits de la fauna catalana.

## Descripció
Té el musell gros i curt i les orelles curtes, amples i arrodonides, proveïdes d'un tragus que es va aprimant cap a la punta i acaba en un extrem arrodonit. Les ales són estretes, el cinquè dit fa aproximadament uns 40 mm de llargada i la cua solament sobresurt 1 mm de l'uropatagi.
El dors és de color marró vermellós, castany o marró fosc, i el ventre, una mica més clar, de tonalitats brunes grisoses o brunes grogoses. El musell, les orelles i el patagi són de color negrós. De vegades presenta una franja clara poc definida a la vora posterior del patagi compresa entre el cinquè dit i el peu. Les cries exhibeixen tonalitats més fosques que els adults.
Quant a dimensions corporals, el cap sumat al cos amiden entre 32 i 52 mm, la cua entre 20 i 36 mm, l'avantbraç entre 27 i 37 mm i té una envergadura alar d'entre 180 i 240 mm. Pesa entre 3 i 8 g.

## Hàbitat
Viu tant en pobles com en grans ciutats com Barcelona, on se la pot veure volar al voltant dels llums dels carrers. Molt sovint es refugia als edificis: sota les teules, a les esquerdes de les façanes, entre els tendals de les terrasses, a les golfes, etc. També se la pot trobar als boscos, en coves, fissures de les roques i forats dels arbres.

## Distribució
És present gairebé per tot Europa, parts d'Àsia i qualque zona del nord d'Àfrica. A les Balears es pot trobar a les quatre illes.

## Costums
Abandona el refugi al capvespre, quan encara hi ha claror, i no és rar veure-la volar també durant el dia, a uns 5-10 m d'altura, batent molt les ales i amb una trajectòria irregular. Gregària, viu en colònies de centenars d'individus, de vegades associada amb altres espècies de vespertiliònids. Es retira a hivernar tard, ben entrat el desembre, i no és rar veure-la activa en ple hivern.
Són animals completament insectívors, que cacen sobretot mosques, mosquits, arnes, etc. i, per tant, contribueixen al control de moltes plagues d'insectes nocius per l'agricultura, forestals o transmissors de malalties als humans, com els mosquits.

## Espècies semblants
El ratpenat muntanyenc té el tragus més ample per la part superior que per la inferior. En la resta de ratpenats del gènere Pipistrellus, el cinquè dit supera els 43 mm de llargada.